# Pogynden
Pogynden (rusky Погынден) je řeka v Čukotském autonomním okruhu v Rusku. Je 297 km dlouhá. Povodí má rozlohu 13 100 km².

## Průběh toku
Pramení mezi výběžky Raučuanského hřbetu a teče převážně mezi horami. Ústí zprava do Malého Aňuje (povodí Kolymy).

## Vodní stav
Zdrojem vody jsou sněhové a dešťové srážky. Promrzá do dna od prosince do dubna.

## Využití
V povodí řeky se nacházejí naleziště zlata.